# Yi Tung Shan
Yi Tung Shan (en chinois : 二東山) est une montagne de Hong Kong culminant à une altitude de 747 mètres. Elle est située dans la région des Nouveaux Territoires, dans la partie orientale de l'île de Lantau, à l'ouest du pic Sunset. La section no 2 du sentier de Lantau (Lantau Trail) passe par la partie nord du sommet.